# Ріплі (серіал)
«Ріплі» (англ. Ripley) — американський серіал у жанрі психологічного трилеру знятий на основі кримінального роману Патриції Гайсміт «Талановитий містер Ріплі» 1955 року. Премʼєра відбулася 4 квітня 2024 року на стримінговій платформі Netflix. У головних ролях Ендрю Скотт, Джонні Флін та Дакота Феннінг. Вісім епізодів серіалу були написані та спродюсовані Стівеном Зайлляном. Також він став першим адаптованим серіалом, знятим на основі оповіданнь про Тома Ріплі, після двох повнометражних фільмів: «На яскравому сонці» 1960 року та “Талановитий містер Ріплі” за участі Метта Деймона, Джуда Лоу та Гвінет Пелтроу. 

## Опис
Нью-Йорк, 1960ті роки. Том Ріплі живе звичайним життям пересічного шахрая, щоденно підробляючи банківські рахунки та вимагаючи гроші у інших людей. Його життя раптово змінюється, коли заможній чоловік наймає його, щоби Том полетів до Італії та переконав його сина повернутися додому. Однак, познайомившись з Дікі та його стилем життя, Том вирішує зробити все можливе, щоб ніколи не повертатися до буденності, а продовжити заможно жити у Європі. В нагоді стає його кримінальне минуле. 

## У головних ролях
| Актор             | Роль                    |
| ----------------- | ----------------------- |
| Ендрю Скотт       | Том Ріплі               |
| Джонні Флін       | Дік Грінліф             |
| Дакота Феннінг    | Мардж Шервуд            |
| Вітторіо Вівіані  | Матео                   |
| Бокім Вудбайн     | Алвін Мак-Карон         |
| Еліот Самнер      | Фредді Майлз            |
| Луї Гофман        | Макс Йодер              |
| Мауріціо Ломбарді | інспектор П'єтро Равіні |
| Джон Малкович     | Рівз Майнот             |

## Списокепізодів
- I. Людина, яку складно знайти. Нью-йоркське життя дрібного злочинця Тома Ріплі стає з ніг на голову, коли заможний чоловік прохає його повернути сина з Європи.

- II. Сім справ милосердя. Том улаштовується на розкішній віллі Дікі на Амальфітанському узбережжі, але Мардж, дівчина Дікі, щось підозрює.
- III. Sommerso. Гроші закінчуються, майбутнє в Італії опиняється під загрозою, і Том починає втілювати підступний план.
- IV. La Dolce Vita. Перш ніж почати життя спочатку в Римі, Тому потрібно позбутися скептично налаштованої Мардж.
- V. Лучіо. Ідеальне життя Тома в чудовій римській квартирі опиняється під загрозою через візит неочікуваного гостя.
- VI. Якийсь важкий інструмент. Жахлива знахідка приводить римську поліцію в дім Тома. Тепер на Ріплі чекає гра в кота й мишу зі слідчим.
- VII. Моторошні розваги. Інспектор Равіні продовжує розслідування, а невловний Том розробляє план подальших дій на Сицилії.
- VIII. Narcissus. Том починає все спочатку у Венеції. Але стабільність нового життя залежить від його брехні.

## Зйомки
Виробництво було заплановано розпочати у Італії у вересні 2020 року але фактично знімальний процес почався лише у 2021 році.  Роберт Елсвіт став кінооператором усіх епізодів та для знімань серіалу використав камеру Arri Alexa LF. Вибір чорно-білого кадру Зайллян пояснив так: «Примірник книги яким я користувався під час написання сценарію мав чорно-білу обкладинку. Тому я тримав цей образ у голові весь час роботи над серіалом і в результаті чорно білий кадр вийшов неперевершеним”.

## Локації
Локаціями для зйомок стали чисельні міста у Італії та міські пейзажі Нью-Йорку.
- Атрані - екстеріор міста. Сама ж вілла та її інтерєр було зафільмованого на острові Капрі.

- Рим - залізничний вокзал; Палац з'їздів; Іспанські сходи; храм Адріана; акведук Клавдія та via Appia Antica (де Том залишає машину з тілом Фредді); сходи римської квартири Ріплі - Comfort Hotel Bolivar (Via della Cordonata, 6) [4]; via della Pace (вулиця де розташована кав'ярня у якій Том та Мардж зустрічаються у Римі); via di Monserrato (вулиця на якій свідок бачить Тома з Фредді); каплиця Контареллі (де Том споглядає каритну "Заклик святого Матвія")

- Санремо
- Неаполь - залізничний вокзал
- Палермо - площа Франческо та базиліка San Francesco d’Assisi[4]; Santa Maria La Nuova[5]
- Венеція -  у серіалі палаццо яке винаймав Том розташоване за адресою Calle Sella Rota 8. І хоча це реальна адреса яка дійсно розташована біля галереї Академії з видом на Санта-Марія-делла-Салуте, за цією адресою відсутній внутрішній двір. Також будинок має лише один вихід на канал (Гранд-Канал). а не два як показано у фільмі.

Серед інших відомих локацій наступні: Venice Santa Lucia SF (вокзал); види на Гранд-Канал з вокзалу та мосту Академії: павільйон ринку біля мосту Ріальто (коли Том та Мардж повертаються з вечірки); площа Сан-Марко та кв'ярня Флоріан (де Том зустрічається з Рівзом). 
- Нью-Йорк - зйомки відбувалися у павільйоні але основою став Верхній Іст-Сайд. Також можна побачити Бруклінську військово-морську верф (де Том зустрічається з батьком Діккі), Мангеттен (де живуть батьки Діккі)[6], будівля Джеймса Фарлі у Мідтауні (будівля пошти) та станцію Нью-Йоркського метрополітену Bowery Street.

## Символізм творів мистецтва
Протягом серіалу розвиток Тома як персонажа представлено різними творами мистецтва, зокрема Караваджо, Вільяма Орпена та Пікассо. 

### "Портрет Августа Джона" (1900),Вільям Орпен
Це полотно стало першим твором мистецтва який ми бачимо в серіалі. Том бачить його у вітрині антикварного магазину в Нью-Йорку та можна розцінювати як символ майбутньої дружби Тома з Діккі. адже Орпен та Джон також були друзями та часто позували один одному. 
Сьогодні цю картину можна побачити у колекції Національній портретній галереї у Лондоні. 

### "Гітарист" (1910),Пабло Пікассо
Відома робота Пікассо у стилі кубізму показує розрив зі старим світом на відкриття нового - світу розкоші. Саме цю картину Том бачить вперше зайшовши на віллу Діккі та яка стає центром інтерʼєру в Атрані. З цього моменту та до останнього епізоду картина Пікассо одна з небагатьох речей яку Том вирішує тримати поряд з собою незалежно від того куди переїжджає. 
Сьогодні цю картину можна побачити у колекції Центру Жоржа Помпіду у Парижі. 

### "Сім справ милосердя"(1607),Караваджо
Це перша картина Караваджо яку Том бачить після Пікассо. За рекомендацією Діккі саме з неї Том розпочинає знайомство з італьйським мистецтвом. Кортраст світла та тіні та майже повна відсутність кольорів віддзеркалюють приємну зовнішність та темну сутність Ріплі.
Сьогодні цю картину можна побачити у церкві Піо Монте делла Мізерікордія у Неаполі. 

### "Заклик святого Матвія" (1600), Караваджо
Відображає нову сторінку життя Тома після вбивства Діккі. Він відкидає жертовність зображену на полотні та натомість фокусується на божому покликанні, але ототожнює з собою та своїм життям.
Сьогодні цю картину можна побачити у церкві Сан-Луїджі-дей-Франчезі у Римі. 

### "Давид з головою Голіафа"(1610), Караваджо
Мотив смерті та долі. Навіть у момент тріумфу на обличчі Давида немає переможного вигляду, натомість сум та відраза, які відчуває Том у той самий час. Він стає брутальним вбивцею не за своєю волею, а через інстинкт самозбереження. Той факт що Том співвідносить себе з Караваджо та фокусується переважно на його роботах дає натяк. що як і Караваджо він рано чи пізно понесе відповідальність за свої злочини. 
Сьогодні цю картину можна побачити у Галереї Боргезе у Римі. 

### "Народження з святими Фрасісом та Лоренсом" (1609), Караваджо
Це полотно супроводжує переродження Тома у Палермо, де він приймає рішення повернутися до особистості Томаса Ріплі та піти на зустріч з інспектором Равіні. Ще однією цікавою деталлю є той факт, що хоча більшість картин які показано в серіалі справжні. саме ця є реплікою, оскільки оригінал було викрадено у 1969 році. Це також може бути символом несправжньості переродження Тома.
Втрачена. Раніше цю картину можна було побачити у каплиці Святого Лоренцо у Палермо. 

### "Розпяття святого Патра"(1601), Караваджо
Це полотно стає початком останнього епізоду яке може передавати як неминучу долю самого Ріплі, так і долю його жертв. 
Сьогодні цю картину можна побачити у церкві Санта-Марія-дель-Пополо у Римі. 

### "Мадонна з дитям та святою Анною" (1606), Караваджо
Тріумф добра над злом зображений на картині віддзеркалено у спробах Тома уникнути покарання за свої злочини. 
Сьогодні цю картину можна побачити у Галереї Боргезе у Римі. 

## Цікаві факти
У серіалі згадується неаполітанська мафія — Каморра, представник якої пропонує Тому велику суму грошей за перевезення валізи з невідомим вмістом до Парижу. 
Коли Том переїздить до Венеції його запрошує на вечірку Пеґґін Ґуґґенгайм, дочка американської колекціонерки Пеґґі Ґуґґенгайм, поряд з якою мешкає Том. Сьогодні її будинок став венеційським філіалом галереї сучасного мистецтва Соломона Гуггенхайма (Нью-Йорк), відомим як Колекція Пеггі Гуггенхайм.